# 2007-es Le Mans-i 24 órás verseny
A 75. Le Mans-i 24 órás versenyt 2007. június 16. és június 17. között rendezték meg.

## Végeredmény
| Helyezés   | Kategória | #   | Csapat                                   | Versenyző                                              | Modell                             | Gumi | Körök |
| Helyezés   | Kategória | #   | Csapat                                   | Versenyző                                              | Motor                              | Gumi | Körök |
| ---------- | --------- | --- | ---------------------------------------- | ------------------------------------------------------ | ---------------------------------- | ---- | ----- |
| 1          | LMP1      | 1   | Audi Sport North America                 | Marco Werner Emanuele Pirro Frank Biela                | Audi R10 TDI                       | M    | 369   |
| 1          | LMP1      | 1   | Audi Sport North America                 | Marco Werner Emanuele Pirro Frank Biela                | Audi TDI 5.5L Turbo V12 (Dízel)    | M    | 369   |
| 2          | LMP1      | 8   | Team Peugeot Total                       | Stéphane Sarrazin Pedro Lamy Sébastien Bourdais        | Peugeot 908                        | M    | 359   |
| 2          | LMP1      | 8   | Team Peugeot Total                       | Stéphane Sarrazin Pedro Lamy Sébastien Bourdais        | Peugeot HDi 5.5L Turbo V12 (Dízel) | M    | 359   |
| 3          | LMP1      | 16  | Pescarolo Sport                          | Emmanuel Collard Jean-Christophe Boullion Romain Dumas | Pescarolo 01                       | M    | 358   |
| 3          | LMP1      | 16  | Pescarolo Sport                          | Emmanuel Collard Jean-Christophe Boullion Romain Dumas | Judd GV5.5 S2 5.5L V10             | M    | 358   |
| 4          | LMP1      | 18  | Rollcentre Racing                        | Stuart Hall João Barbosa Martin Short                  | Pescarolo 01                       | D    | 347   |
| 4          | LMP1      | 18  | Rollcentre Racing                        | Stuart Hall João Barbosa Martin Short                  | Judd GV5.5 S2 5.5L V10             | D    | 347   |
| 5          | GT1       | 009 | Aston Martin Racing                      | David Brabham Darren Turner Rickard Rydell             | Aston Martin DBR9                  | M    | 343   |
| 5          | GT1       | 009 | Aston Martin Racing                      | David Brabham Darren Turner Rickard Rydell             | Aston Martin 6.0L V12              | M    | 343   |
| 6          | GT1       | 63  | Corvette Racing                          | Johnny O'Connell Jan Magnussen Ron Fellows             | Chevrolet Corvette C6.R            | M    | 342   |
| 6          | GT1       | 63  | Corvette Racing                          | Johnny O'Connell Jan Magnussen Ron Fellows             | Chevrolet LS7-R 7.0L V8            | M    | 342   |
| 7          | GT1       | 008 | Aston Martin Racing Larbre               | Christophe Bouchut Fabrizio Gollin Casper Elgaard      | Aston Martin DBR9                  | M    | 341   |
| 7          | GT1       | 008 | Aston Martin Racing Larbre               | Christophe Bouchut Fabrizio Gollin Casper Elgaard      | Aston Martin 6.0L V12              | M    | 341   |
| 8          | LMP1      | 15  | Charouz Racing System                    | Jan Charouz Stefan Mücke Alex Yoong                    | Lola B07/17                        | M    | 338   |
| 8          | LMP1      | 15  | Charouz Racing System                    | Jan Charouz Stefan Mücke Alex Yoong                    | Judd GV5.5 S2 5.5L V10             | M    | 338   |
| 9          | GT1       | 007 | Aston Martin Racing                      | Johnny Herbert Peter Kox Tomáš Enge                    | Aston Martin DBR9                  | M    | 337   |
| 9          | GT1       | 007 | Aston Martin Racing                      | Johnny Herbert Peter Kox Tomáš Enge                    | Aston Martin 6.0L V12              | M    | 337   |
| 10         | GT1       | 54  | Team Oreca                               | Laurent Groppi Nicolas Prost Jean-Philippe Belloc      | Saleen S7-R                        | M    | 337   |
| 10         | GT1       | 54  | Team Oreca                               | Laurent Groppi Nicolas Prost Jean-Philippe Belloc      | Ford 7.0L V8                       | M    | 337   |
| 11         | GT1       | 100 | Aston Martin Racing BMS                  | Fabio Babini Jamie Davies Matteo Malucelli             | Aston Martin DBR9                  | P    | 336   |
| 11         | GT1       | 100 | Aston Martin Racing BMS                  | Fabio Babini Jamie Davies Matteo Malucelli             | Aston Martin 6.0L V12              | P    | 336   |
| 12         | GT1       | 72  | Luc Alphand Aventures                    | Luc Alphand Jérôme Policand Patrice Goueslard          | Chevrolet Corvette C6.R            | M    | 327   |
| 12         | GT1       | 72  | Luc Alphand Aventures                    | Luc Alphand Jérôme Policand Patrice Goueslard          | Chevrolet LS7-R 7.0L V8            | M    | 327   |
| 13         | LMP1      | 17  | Pescarolo Sport                          | Harold Primat Christophe Tinseau Benoît Tréluyer       | Pescarolo 01                       | M    | 325   |
| 13         | LMP1      | 17  | Pescarolo Sport                          | Harold Primat Christophe Tinseau Benoît Tréluyer       | Judd GV5.5 S2 5.5L V10             | M    | 325   |
| 14         | GT1       | 67  | Convers MenX Racing                      | Alexei Vasiliev Tomáš Kostka Robert Pergl              | Ferrari 550-GTS Maranello          | P    | 322   |
| 14         | GT1       | 67  | Convers MenX Racing                      | Alexei Vasiliev Tomáš Kostka Robert Pergl              | Ferrari F133 5.9L V12              | P    | 322   |
| 15         | GT2       | 76  | IMSA Performance Matmut                  | Raymond Narac Richard Lietz Patrick Long               | Porsche 997 GT3-RSR                | M    | 320   |
| 15         | GT2       | 76  | IMSA Performance Matmut                  | Raymond Narac Richard Lietz Patrick Long               | Porsche 3.8L Flat-6                | M    | 320   |
| 16         | GT1       | 55  | Team Oreca                               | Stéphane Ortelli Soheil Ayari Nicolas Lapierre         | Saleen S7-R                        | M    | 318   |
| 16         | GT1       | 55  | Team Oreca                               | Stéphane Ortelli Soheil Ayari Nicolas Lapierre         | Ford 7.0L V8                       | M    | 318   |
| 17         | GT1       | 59  | Team Modena                              | Antonio García Jos Menten Christian Fittipaldi         | Aston Martin DBR9                  | M    | 318   |
| 17         | GT1       | 59  | Team Modena                              | Antonio García Jos Menten Christian Fittipaldi         | Aston Martin 6.0L V12              | M    | 318   |
| 18         | LMP2      | 31  | Binnie Motorsports                       | William Binnie Allen Timpany Chris Buncombe            | Lola B05/42                        | K    | 318   |
| 18         | LMP2      | 31  | Binnie Motorsports                       | William Binnie Allen Timpany Chris Buncombe            | Zytek ZG348 3.4L V8                | K    | 318   |
| 19         | GT2       | 99  | Risi Competizione Krohn Racing           | Tracy Krohn Niclas Jönsson Colin Braun                 | Ferrari F430 GT2                   | M    | 314   |
| 19         | GT2       | 99  | Risi Competizione Krohn Racing           | Tracy Krohn Niclas Jönsson Colin Braun                 | Ferrari F136 4.0L V8               | M    | 314   |
| 20         | LMP1      | 19  | Chamberlain-Synergy Motorsport           | Gareth Evans Bob Berridge Peter Owen                   | Lola B06/10                        | M    | 310   |
| 20         | LMP1      | 19  | Chamberlain-Synergy Motorsport           | Gareth Evans Bob Berridge Peter Owen                   | AER P32T 4.0L Turbo V8             | M    | 310   |
| 21         | GT2       | 93  | Autorlando Sport Farnbacher Racing       | Pierre Ehret Lars-Erik Nielsen Allan Simonsen          | Porsche 997 GT3-RSR                | P    | 309   |
| 21         | GT2       | 93  | Autorlando Sport Farnbacher Racing       | Pierre Ehret Lars-Erik Nielsen Allan Simonsen          | Porsche 3.8L Flat-6                | P    | 309   |
| 22         | GT2       | 78  | AF Corse Aucott Racing                   | Joe Macari Ben Aucott Adrian Newey                     | Ferrari F430 GT2                   | M    | 308   |
| 22         | GT2       | 78  | AF Corse Aucott Racing                   | Joe Macari Ben Aucott Adrian Newey                     | Ferrari F136 4.0L V8               | M    | 308   |
| 23         | GT2       | 82  | Team LNT                                 | Lawrence Tomlinson Richard Dean Rob Bell               | Panoz Esperante GT-LM              | P    | 308   |
| 23         | GT2       | 82  | Team LNT                                 | Lawrence Tomlinson Richard Dean Rob Bell               | Ford (Élan) 5.0L V8                | P    | 308   |
| 24         | GT1       | 73  | Luc Alphand Aventures                    | Jean-Luc Blanchemain Didier André Vincent Vosse        | Chevrolet Corvette C5-R            | M    | 306   |
| 24         | GT1       | 73  | Luc Alphand Aventures                    | Jean-Luc Blanchemain Didier André Vincent Vosse        | Chevrolet LS7-R 7.0L V8            | M    | 306   |
| 25         | LMP1      | 14  | Racing for Holland b.v.                  | Jan Lammers Jeroen Bleekemolen David Hart              | Dome S101.5                        | M    | 305   |
| 25         | LMP1      | 14  | Racing for Holland b.v.                  | Jan Lammers Jeroen Bleekemolen David Hart              | Judd GV5.5 S2 5.5L V10             | M    | 305   |
| 26         | LMP1      | 12  | Courage Compétition                      | Alexander Frei Jonathan Cochet Bruno Besson            | Courage LC70                       | M    | 304   |
| 26         | LMP1      | 12  | Courage Compétition                      | Alexander Frei Jonathan Cochet Bruno Besson            | AER P32T 3.6L Turbo V8             | M    | 304   |
| 27         | LMP2      | 33  | Barazi-Epsilon Zytek Engineering         | Adrian Fernández Haruki Kurosawa Robbie Kerr           | Zytek 07S/2                        | M    | 301   |
| 27         | LMP2      | 33  | Barazi-Epsilon Zytek Engineering         | Adrian Fernández Haruki Kurosawa Robbie Kerr           | Zytek ZG348 3.4L V8                | M    | 301   |
| 28         | GT1       | 70  | PSI Experience                           | Claude-Yves Gosselin David Hallyday Philipp Peter      | Chevrolet Corvette C6.R            | P    | 289   |
| 28         | GT1       | 70  | PSI Experience                           | Claude-Yves Gosselin David Hallyday Philipp Peter      | Chevrolet LS7-R 7.0L V8            | P    | 289   |
| 29         | GT1       | 006 | Aston Martin Racing Larbre               | Patrick Bornhauser Roland Bervillé Gregor Fisken       | Aston Martin DBR9                  | M    | 272   |
| 29         | GT1       | 006 | Aston Martin Racing Larbre               | Patrick Bornhauser Roland Bervillé Gregor Fisken       | Aston Martin 6.0L V12              | M    | 272   |
| 30 Kiesett | LMP1      | 7   | Team Peugeot Total                       | Nicolas Minassian Jacques Villeneuve Marc Gené         | Peugeot 908                        | M    | 338   |
| 30 Kiesett | LMP1      | 7   | Team Peugeot Total                       | Nicolas Minassian Jacques Villeneuve Marc Gené         | Peugeot HDi 5.5L Turbo V12 (Dízel) | M    | 338   |
| 31 Kiesett | LMP1      | 2   | Audi Sport North America                 | Tom Kristensen Allan McNish Rinaldo Capello            | Audi R10 TDI                       | M    | 262   |
| 31 Kiesett | LMP1      | 2   | Audi Sport North America                 | Tom Kristensen Allan McNish Rinaldo Capello            | Audi TDI 5.5L Turbo V12 (Dízel)    | M    | 262   |
| 32 Kiesett | LMP2      | 32  | Barazi-Epsilon                           | Juan Barazi Michael Vergers Karim Ojjeh                | Zytek 07S/2                        | M    | 252   |
| 32 Kiesett | LMP2      | 32  | Barazi-Epsilon                           | Juan Barazi Michael Vergers Karim Ojjeh                | Zytek ZG348 3.4L V8                | M    | 252   |
| 33 Kiesett | GT2       | 83  | G.P.C. Sport                             | Matthew Marsh Carl Rosenblad Jesús Diez Villarroel     | Ferrari F430 GT2                   | P    | 252   |
| 33 Kiesett | GT2       | 83  | G.P.C. Sport                             | Matthew Marsh Carl Rosenblad Jesús Diez Villarroel     | Ferrari F136 4.0L V8               | P    | 252   |
| 34 Kiesett | LMP2      | 25  | Ray Mallock Ltd. (RML)                   | Mike Newton Andy Wallace Thomas Erdos                  | MG-Lola EX264                      | M    | 251   |
| 34 Kiesett | LMP2      | 25  | Ray Mallock Ltd. (RML)                   | Mike Newton Andy Wallace Thomas Erdos                  | AER P07 2.0L Turbo I4              | M    | 251   |
| 35 Kiesett | GT2       | 87  | Scuderia Ecosse                          | Chris Niarchos Tim Mullen Andrew Kirkaldy              | Ferrari F430 GT2                   | P    | 241   |
| 35 Kiesett | GT2       | 87  | Scuderia Ecosse                          | Chris Niarchos Tim Mullen Andrew Kirkaldy              | Ferrari F136 4.0L V8               | P    | 241   |
| 36 Kiesett | LMP2      | 35  | Saulnier Racing                          | Jacques Nicolet Alain Filhol Bruce Jouanny             | Courage LC75                       | M    | 224   |
| 36 Kiesett | LMP2      | 35  | Saulnier Racing                          | Jacques Nicolet Alain Filhol Bruce Jouanny             | AER P07 2.0L Turbo I4              | M    | 224   |
| 37 Kiesett | GT2       | 97  | Risi Competizione                        | Mika Salo Johnny Mowlem Jaime Melo                     | Ferrari F430 GT2                   | M    | 223   |
| 37 Kiesett | GT2       | 97  | Risi Competizione                        | Mika Salo Johnny Mowlem Jaime Melo                     | Ferrari F136 4.0L V8               | M    | 223   |
| 38 Kiesett | LMP2      | 24  | Noël del Bello Racing                    | Vitaly Petrov Romain Ianetta Liz Halliday              | Courage LC75                       | M    | 198   |
| 38 Kiesett | LMP2      | 24  | Noël del Bello Racing                    | Vitaly Petrov Romain Ianetta Liz Halliday              | AER P07 2.0L Turbo I4              | M    | 198   |
| 39 Kiesett | LMP1      | 13  | Courage Compétition                      | Jean-Marc Gounon Guillaume Moreau Stefan Johansson     | Courage LC70                       | M    | 175   |
| 39 Kiesett | LMP1      | 13  | Courage Compétition                      | Jean-Marc Gounon Guillaume Moreau Stefan Johansson     | AER P32T 3.6L Turbo V8             | M    | 175   |
| 40 Kiesett | GT2       | 85  | Spyker Squadron b.v.                     | Andrea Belicchi Andrea Chiesa Alex Caffi               | Spyker C8 Spyder GT2-R             | M    | 145   |
| 40 Kiesett | GT2       | 85  | Spyker Squadron b.v.                     | Andrea Belicchi Andrea Chiesa Alex Caffi               | Audi 3.8L V8                       | M    | 145   |
| 41 Kiesett | LMP2      | 40  | Quifel ASM Team Racing for Portugal      | Miguel Amaral Warren Hughes Miguel Angel de Castro     | Lola B05/40                        | D    | 137   |
| 41 Kiesett | LMP2      | 40  | Quifel ASM Team Racing for Portugal      | Miguel Amaral Warren Hughes Miguel Angel de Castro     | AER P07 2.0L Turbo I4              | D    | 137   |
| 42 Kiesett | LMP2      | 20  | Pierre Bruneau                           | Marc Rostan Chris MacAllister Gavin Pickering          | Pilbeam MP93                       | M    | 126   |
| 42 Kiesett | LMP2      | 20  | Pierre Bruneau                           | Marc Rostan Chris MacAllister Gavin Pickering          | Judd XV675 3.4L V8                 | M    | 126   |
| 43 Kiesett | GT2       | 80  | Flying Lizard Motorsports                | Johannes Van Overbeek Seth Neiman Jörg Bergmeister     | Porsche 997 GT3-RSR                | M    | 124   |
| 43 Kiesett | GT2       | 80  | Flying Lizard Motorsports                | Johannes Van Overbeek Seth Neiman Jörg Bergmeister     | Porsche 3.8L Flat-6                | M    | 124   |
| 44 Kiesett | LMP2      | 44  | Kruse Motorsport                         | Tony Burgess Jean De Pourtales Norbert Siedler         | Pescarolo 01                       | K    | 98    |
| 44 Kiesett | LMP2      | 44  | Kruse Motorsport                         | Tony Burgess Jean De Pourtales Norbert Siedler         | Judd XV675 3.4L V8                 | K    | 98    |
| 45 Kiesett | GT2       | 86  | Spyker Squadron b.v.                     | Jaroslav Janiš Mike Hezemans Jonny Kane                | Spyker C8 Spyder GT2-R             | M    | 70    |
| 45 Kiesett | GT2       | 86  | Spyker Squadron b.v.                     | Jaroslav Janiš Mike Hezemans Jonny Kane                | Audi 3.8L V8                       | M    | 70    |
| 46 Kiesett | GT2       | 71  | Seikel Motorsport Team Felbermayr-Proton | Horst Felbermayr Horst Felbermayr Jr. Philip Collin    | Porsche 997 GT3-RSR                | Y    | 68    |
| 46 Kiesett | GT2       | 71  | Seikel Motorsport Team Felbermayr-Proton | Horst Felbermayr Horst Felbermayr Jr. Philip Collin    | Porsche 3.8L Flat-6                | Y    | 68    |
| 47 Kiesett | LMP1      | 5   | Swiss Spirit                             | Marcel Fässler Jean-Denis Délétraz Iradj Alexander     | Lola B07/18                        | M    | 62    |
| 47 Kiesett | LMP1      | 5   | Swiss Spirit                             | Marcel Fässler Jean-Denis Délétraz Iradj Alexander     | Audi 3.6L Turbo V8                 | M    | 62    |
| 48 Kiesett | GT2       | 81  | Team LNT                                 | Tom Kimber-Smith Danny Watts Tom Milner Jr.            | Panoz Esperante GT-LM              | P    | 60    |
| 48 Kiesett | GT2       | 81  | Team LNT                                 | Tom Kimber-Smith Danny Watts Tom Milner Jr.            | Ford (Élan) 5.0L V8                | P    | 60    |
| 49 Kiesett | LMP2      | 29  | T2M Motorsport                           | Robin Longechal Yutaka Yamagishi Yojiro Terada         | Dome S101.5                        | M    | 56    |
| 49 Kiesett | LMP2      | 29  | T2M Motorsport                           | Robin Longechal Yutaka Yamagishi Yojiro Terada         | Mader 3.4L V8                      | M    | 56    |
| 50 Kiesett | LMP1      | 9   | Creation Autosportif Ltd.                | Jamie Campbell-Walter Nakanó Sindzsi Felipe Ortiz      | Creation CA07                      | D    | 55    |
| 50 Kiesett | LMP1      | 9   | Creation Autosportif Ltd.                | Jamie Campbell-Walter Nakanó Sindzsi Felipe Ortiz      | Judd GV5.5 S2 5.5L V10             | D    | 55    |
| 51 Kiesett | LMP1      | 3   | Audi Sport Team Joest                    | Lucas Luhr Mike Rockenfeller Alexandre Prémat          | Audi R10 TDI                       | M    | 23    |
| 51 Kiesett | LMP1      | 3   | Audi Sport Team Joest                    | Lucas Luhr Mike Rockenfeller Alexandre Prémat          | Audi TDI 5.5L Turbo V12 (Dízel)    | M    | 23    |
| 52 Kiesett | GT1       | 64  | Corvette Racing                          | Oliver Gavin Olivier Beretta Max Papis                 | Chevrolet Corvette C6.R            | M    | 22    |
| 52 Kiesett | GT1       | 64  | Corvette Racing                          | Oliver Gavin Olivier Beretta Max Papis                 | Chevrolet LS7-R 7.0L V8            | M    | 22    |
| 53 Kiesett | LMP2      | 21  | Team Bruichladdich Radical               | Tim Greaves Stuart Moseley Robin Liddell               | Radical SR9                        | D    | 16    |
| 53 Kiesett | LMP2      | 21  | Team Bruichladdich Radical               | Tim Greaves Stuart Moseley Robin Liddell               | AER P07 2.0L Turbo I4              | D    | 16    |
| 54 Kiesett | GT1       | 53  | JLOC Isao Noritake                       | Koji Yamanishi Atsushi Yogo Marco Apicella             | Lamborghini Murciélago R-GT        | Y    | 1     |
| 54 Kiesett | GT1       | 53  | JLOC Isao Noritake                       | Koji Yamanishi Atsushi Yogo Marco Apicella             | Lamborghini L535 6.0L V12          | Y    | 1     |
| DNQ        | LMP1      | 10  | Arena Motorsports International          | Stefan Johansson Hayanari Shimoda                      | Zytek 07S                          | M    | -     |
| DNQ        | LMP1      | 10  | Arena Motorsports International          | Stefan Johansson Hayanari Shimoda                      | Zytek 2ZG408 4.0L V8               | M    | -     |